# The Strange Case Of...
| Recensione | Giudizio |
| ---------- | -------- |
| 411mania   | [ 4 ]    |
| AllMusic   | [ 1 ]    |
| Kerrang!   |          |
| Loudwire   | [ 5 ]    |
| Live Metal | [ 6 ]    |

The Strange Case Of... è il secondo album in studio del gruppo hard rock statunitense Halestorm, pubblicato il 10 aprile 2012 dalla Atlantic Records.

## Il disco
L'album è stato prodotto da Howard Benson che aveva già prodotto il loro album d'esordio Halestorm. È stata anche realizzata una versione deluxe con tre tracce bonus. Nel 2013 poi è stata realizzata una ristampa, con in più una differente versione di Here's to Us, in cui compaiono come ospiti  Maria Brink, Tyler Connolly, David Draiman, James Michael, Myles Kennedy, Slash e Brent Smith. In un'intervista Lzzy Hale ha sottolineato che questo lavoro era più duro del precedente, ma assai più simile al loro suono live.

## Tracce
1. Love Bites (So Do I) – 3:11 (Hale, David Basset)
2. Mz. Hyde – 3:22 (Hale, Scott Stevens)
3. I Miss the Misery – 3:03 (Hale, Stevens, Christine Danielle Connolly)
4. Freak like Me – 3:38 (Hale, Johnny Andrews, Rob Graves)
5. Beautiful With You – 3:16 (Hale, Dana Calitri, Nina Ossof, Maria Sommer)
6. In Your Room – 2:46 (Hale, Zac Maloy)
7. Break In – 4:45 (Hale, Graves, Aimée Proal, Mark L. Holman)
8. Rock Show – 3:19 (Hale, Julian Emery, Jim Irvin)
9. Daughters of Darkness – 3:55 (Hale, Blair Daly)
10. You Call Me a Bitch Like It's a Bad Thing – 3:11 (Hale, Martin Briley, Calitri, Ossof)
11. American Boys – 3:28 (Hale, Robert Huff)
12. Here's to Us – 2:57 (Hale, Danielle Brisebois, Toby Gadd)

Tracce Bonus della versione Deluxe
1. Don't Know How to Stop – 3:55 (Hale, Irvin, Jason Keith Perry)
2. Private Parts (feat. James Michael) – 3:59 (Hale, James Michael)
3. Hate It When You See Me Cry – 3:11 (Hale)

Tracce bonus dell'edizione giapponese (prese da Reanimate: The Covers EP)
1. Slave to the Grind (cover degli Skid Row) – 3:31 (Sebastian Bach, Rachel Bolan, Dave "The Snake" Sabo)
2. Bad Romance (cover di Lady Gaga) – 4:08 (Stefani Germanotta, Nadir Khayat)
3. Hunger Strike (cover dei Temple of the Dog) – 3:53 (Chris Cornell)
4. All I Wanna Do Is Make Love to You (cover degli Heart) – 5:02 (Robert John "Mutt" Lange)
5. I Want You (She's So Heavy) (cover dei The Beatles) – 6:49 (John Lennon, Paul McCartney)

Tracce bonus della ripubblicazione
1. Here's to Us (Guest Version) (feat. Slash, Brent Smith, Myles Kennedy, James Michael, Tyler Connolly, David Draiman e Maria Brink) – 3:15 (Hale, Brisebois, Gad)

## Formazione
Hanno partecipato alle registrazioni secondo le note dell'album:
Halestorm
- Lzzy Hale - voce, chitarra, piano
- Arejay Hale - batteria, percussioni, cori
- Joe Hottinger - chitarra, cori
- Josh Smith - basso, cori

Altri Musicisti
- Howard Benson – tastiere
- Lenny Skolnik – tastiere
- Jamie Muhoberac - piano (traccia 7)
- Phil X – chitarra (tracce 5, 12)
- Wolfgang Van Halen – cori (traccia 12)
- Slash – chitarra (traccia 13)
- Myles Kennedy – chitarra, cori (traccia 13)
- Maria Brink – cori (traccia 13)
- Tyler Connolly – cori (traccia 13)
- David Draiman – cori (traccia 13)
- James Michael – cori (traccia 13)
- Brent Smith – cori (traccia 13)

Tecnici
- Howard Benson – produttore
- Chris Lord-Alge – missaggio
- Mike Plotnikoff − registrazione
- Hatsukazu "Hatch" Inagaki − ingegneria del suono
- Paul Decardi – editing digitale
- Ted Jensen – masterizzazione

## Classifiche
| Classifica                 | Posizione massima |
| -------------------------- | ----------------- |
| Billboard Hot 100          | 15                |
| Hard Rock Albums           | 1                 |
| Official Albums Chart      | 49                |
| Rock and Metal Album (OCC) | 2                 |